# Soya Yumoto
Soya Yumoto (湯本 創也 Yumoto Soya?), född 28 september 2001 i Tokyo prefektur, är en japansk fotbollsspelare.
Yumoto började sin karriär 2018 i FC Tokyo.